# 林基台
林 基台（イム・ギテ、朝鮮語: 임기태、1901年10月1日 - 1973年12月2日）は、大韓民国の司法書士、政治家。初代慶尚南道議会議員、第5代韓国国会議員を歴任した。

## 経歴
慶尚南道梁山郡出身。東萊高等普通学校卒。司法書士を12年間務めた後、勿禁金融組合組合長、慶尚南道議会議員、梁山郡農会通常議員を務めた。解放後は初代慶尚南道議会議員、梁山水利組合組合長、梁山郡学校評議員、国会重石密輸契約真相調査特別委員会委員長を歴任した。